# Wine

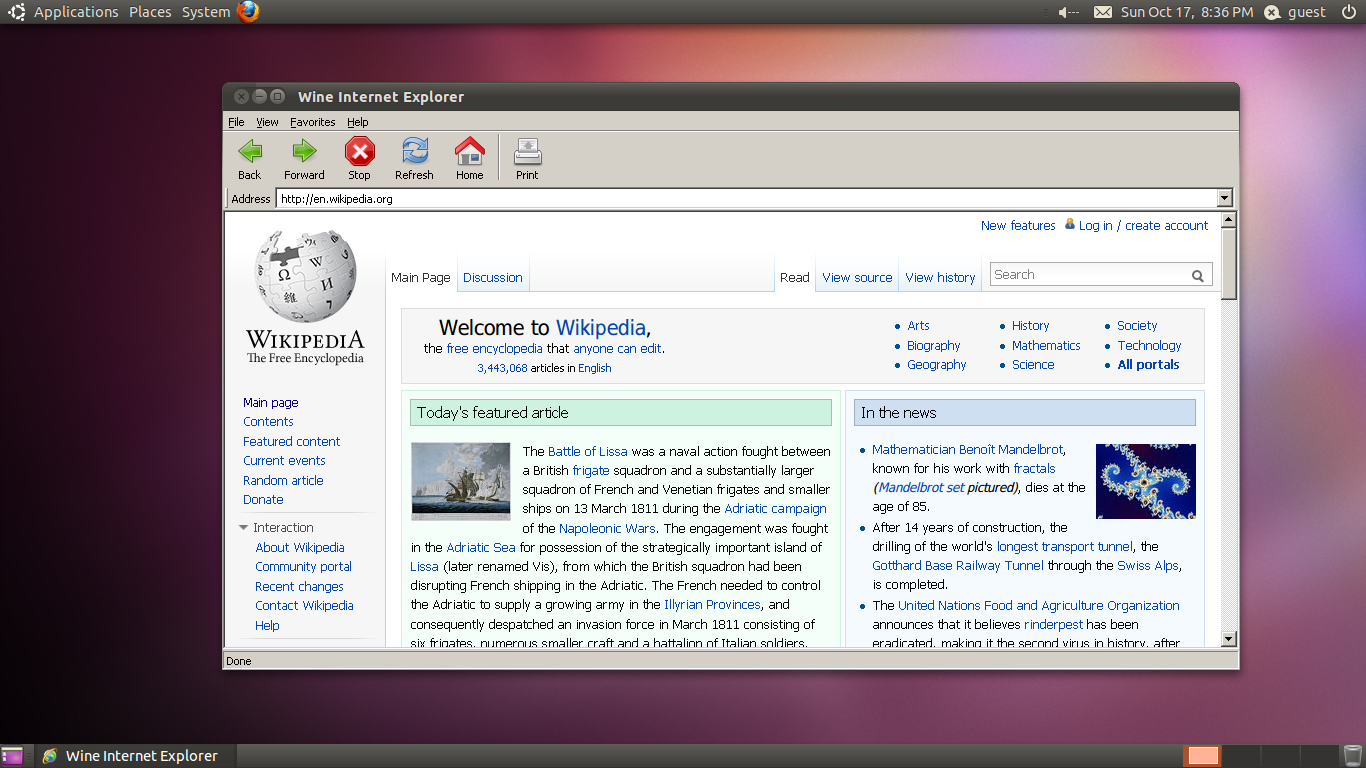
Wine: Iinternet Explorer Ubuntu operációs rendszeren

A Wine kompatibilitást biztosító szoftverréteg, amivel Microsoft Windows-programokat (beleértve a DOS, Windows 3.x és Win32 futtatható állományokat) lehet Unix alatt futtatni. Szabad szoftver, amelyet a GNU Lesser General Public License (LGPL) adtak ki. Neve szójáték: az angol wine (bor) szóból származik, egyben a Wine Is Not an Emulator, vagyis a ’Wine nem egy emulátor’ angol kifejezés rövidítése.
A Wine a Windows-alkalmazások által meghívott DLL-ek alternatív végrehajtását biztosítja, de akár a Windows saját DLL-jeit is képes használni.
Több, mint 700 Linux disztribúciót támogat. A Wine használata elsősorban azoknak jelenthet megoldást, akik Linuxot szeretnének használni az asztali gépükön, ám egyes, nekik döntő fontosságú szoftverek nem készültek el a szabad operációs rendszerre, és csak Windowson működnek. A projekt hivatalos indulásától számított 15. évfordulón, 2008. június 6-án jelent meg a Wine 1.0 változata. 
2021 második felében a Wine weboldala szerint 28,001 program működését tesztelték Wine alatt.
Az eredmények alapján
- Platinum (gond nélkül működik)
- Gold (megfelelő beállításokkal jól működik)
- Silver (kisebb, a tipikus használatot nem zavaró hibákkal működik)
- Bronze
- Garbage

kategóriába sorolják az alkalmazásokat. A Bronze és a Garbage kategóriás alkalmazások használatát nem javasolják.